# دیاگرام ویلیوت
دیاگرام ویلیوت (به انگلیسی: Williot diagram) برای محاسبه میزان تغییر شکل سازه‌ها به کار می‌رود کاربرد این روش در تحلیل دستی سازه‌ها به روش‌های تغییر مکانی مانند روش شیب-افت و پخش لنگر کاربرد دارد.

## طریقه ترسیم دیاگرام
-ابتدا عمود منصف اعضای سازه را رسم میکنم به طوری که یک چند ضلعی پدید آید.
-سپس مشاهده میکنیم که این عمود منصف ها پدید آورنده یک چند ضلعی هستند به نام دیاگرام ویلیوت.

نکات تکمیلی:
نکته1:برای انجام محاسبات سازه که در آن از این دیاگرام استفاده می شود بهتر است تغییر شکل فرضی سازه تحت اثر بارگذاری مورد نظر نیز ترسیم گردد تا موقعیت محلی دیاگرام در آن مشخص گردد.
نکته2:روش انجام محاسبات مربوط به این دیاگرام با استفاده از روابط مثلثاتی می باشد.